# Florian Tudor
Florian Tudor (Brăila, 23 de mayo de 1973) es un deportista rumano que compitió en remo.
Ganó cinco medallas en el Campeonato Mundial de Remo entre los años 1994 y 1998. Participó en los Juegos Olímpicos de Sídney 2000, ocupando el sexto lugar en la prueba de ocho con timonel.

## Palmarés internacional
| Campeonato Mundial | Campeonato Mundial            | Campeonato Mundial | Campeonato Mundial |
| Año                | Lugar                         | Medalla            | Prueba             |
| ------------------ | ----------------------------- | ------------------ | ------------------ |
| 1994               | Indianápolis (Estados Unidos) | Medalla de oro     | Cuatro con timonel |
| 1994               | Indianápolis (Estados Unidos) | Medalla de bronce  | Ocho con timonel   |
| 1997               | Aiguebelette (Francia)        | Medalla de plata   | Ocho con timonel   |
| 1997               | Aiguebelette (Francia)        | Medalla de bronce  | Cuatro sin timonel |
| 1998               | Colonia (Alemania)            | Medalla de bronce  | Ocho con timonel   |